# Нова Долина (проєкт)

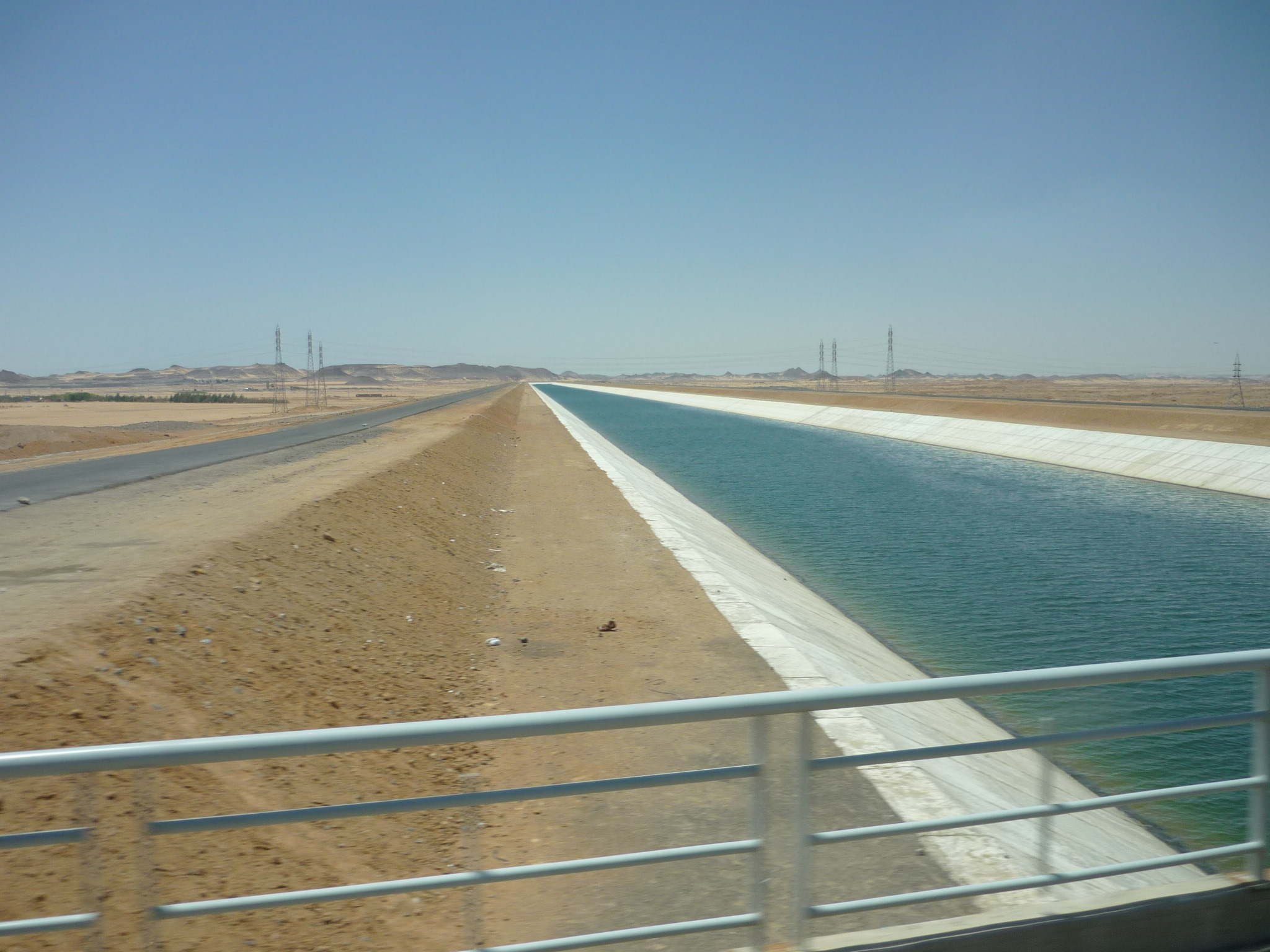
Канал Шейх-Заєд

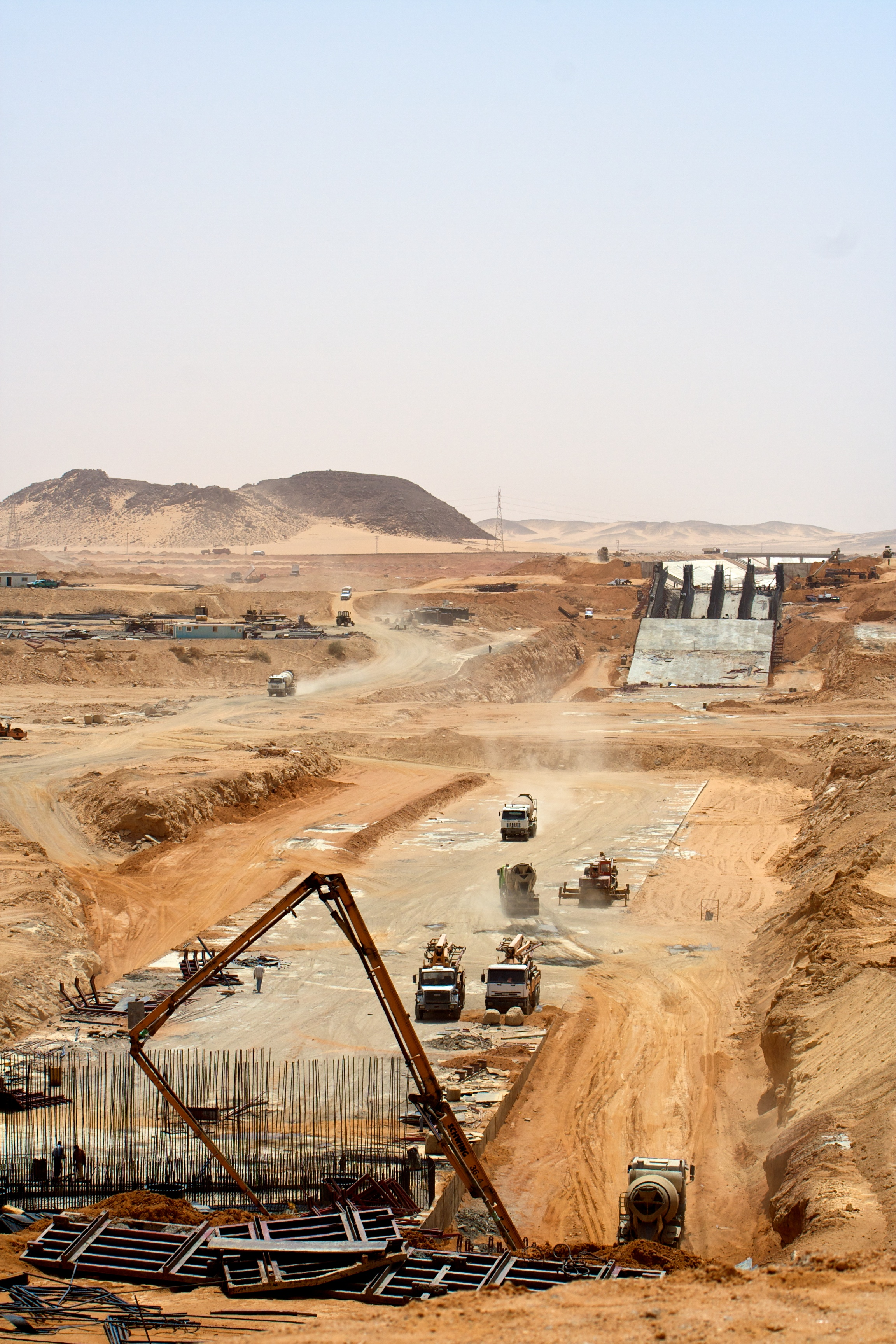
Будівництво у Новій Долині (2010)

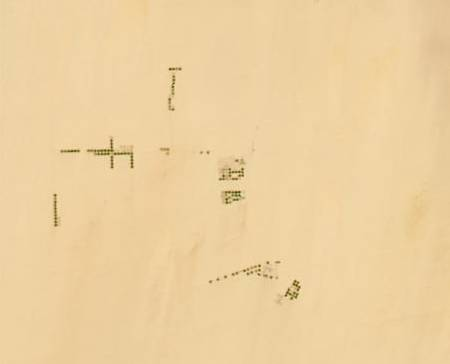
Знімок з супутника будівель проєкту «Нова Долина» 26 січня 2003

Проєкт «Нова Долина» — проєкт будівництва в Єгипті мережі доріг і системи каналів для передачі вод з басейна водосховища Насер на зрошення пустельного південного заходу країни. 

## Історія будівництва
1997 року єгипетський уряд вирішив розвинути «нову» долину (у доповнення до долини Нілу), де могли б розвиватись сільськогосподарські й індустріальні співтовариства. 
Будівництво каналу Тошка почалось від ділянки, що розташована за 8 км на північ від Асуанського водосховища до озер Тошка. Канал продовжується на захід до траси «Darb el-Arbe’ien», потім переміщується на північ до оази Баріс, покриваючи відстань у 310 км. Станція перекачки «Мубарак» в районі озер Тошка — головна, центральна частина проєкту, була запущена у березні 2005 року. Вона качає воду з озера Насера, що транспортується каналом через долину, перетворюючи 2340 км² пустелі на пашні. Долина спроєктована так, що коли канал буде завершено (заплановано на 2020 рік), вона має надати притулок понад 3 мільйонам жителів та збільшити площу пашні Єгипту на 10 %.